# Ida Holz
Ida Holz   (Montevideo, 30 de gener de 1935) és una enginyera, informàtica, professora i investigadora uruguaiana, pionera en el camp de la computació i d'internet.

## Biografia
Provinent d'una família jueva d'origen polonès, entre els 18 i els 22 anys va viure a Israel, on va allistar-se a l'exèrcit i va treballar en una comuna agrícola.
Al tornar a l'Uruguai va voler estudiar arquitectura, cosa que no va poder fer perquè treballava durant el dia, i va començar professorat de matemàtiques a l'Institut de Professors Artigas. Allà, el seu professor de Lògica matemàtica la va convidar a presentar-se a un curs que oferia la Universitat de la República en l'àrea Computació.
A principis de la dècada del 1970, va formar part de les primeres generacions d'estudiants en computació uruguaians, formats per la Facultat d'Enginyeria de la Universitat de la República.
El 1964 es va casar amb l'artista Anhel Hernández Ríos, dedicat a la pintura contemporània, i que va integrar el Taller Torres García. El 1976, durant la dictadura militar, van marxar a l'exili a Mèxic. En aquest període, Holz va treballar a la Direcció General de Política Econòmica i Social. Més tard va treballar a l'Institut Nacional d'Estadístiques d'aquest país. El govern mexicà va arribar a oferir-li la direcció de l'Institut, quan ella ja havia decidit el seu retorn a l'Uruguai.
El 1986 va concursar per la direcció de Servei Central d'Informàtica de la Universitat de la República (SECIU) i va obtenir el lloc. Des d'aquesta posició, Ida Holz va liderar el desenvolupament d'Internet a l'Uruguai des de principis de la dècada del 1990. Des de llavors i fins avui, ha tingut un paper destacat en el desenvolupament i evolució de les TIC a l'Uruguai. Des de 2005 també exerceix en el directori de l'Agència de Societat de la Informació de l'Uruguai (Agesic). També va ser una de les impulsores del Pla Ceibal.
Holz és reconeguda per haver estat qui es va oposar en un congrés a Rio de Janeiro el 1991, a que els Estats Units d'Amèrica i Europa imposessin la seva hegemonia a la naixent xarxa mundial.
Sota la seva direcció, el 1994 el SECIU va instal·lar el primer node d'Internet a l'Uruguai.

## Premis i guardons
Va obtenir el Premi a la Trajectòria 2009, atorgat pel Registre de Direccions d'Internet per a Amèrica Llatina i el Carib (LACNIC) a les persones que han contribuït al desenvolupament permanent d'Internet.
El 2013 va ser la primera personalitat llatinoamericana a ingressar al Saló de la Fama de la Internet Society, una iniciativa que honora a les persones que han estat importants per al desenvolupament i enfortiment d'Internet.
El Consell d'Educació Inicial i Primària li va atorgar la Moña d'Honor 2014 a l'Escola Pública núm. 4 José Artigas, on l'enginyera va realitzar els seus estudis primaris. L'Administració Nacional de Correus va emetre segells en 2015 de la sèrie «Personalitats destacades d'Uruguai» dedicats a Ida Holz.
El 2017, Ida Holz va rebre un reconeixement en homenatge a la seva carrera com a «pionera d'Internet a l'Uruguai», en el marc de la celebració dels 10 anys del Pla Ceibal. Un dels anomenats «pares d'internet» Vint Cerf, quan se li va preguntar si hi havia una «mare d'internet», va assenyalar: «Sí, hi ha una mare d'internet. I s'anomena Ida Holz».